# Cristal (Porto Alegre)
Cristal es un barrio de la ciudad de Porto Alegre, Brasil. Fue creado por la Ley 2,022 del 7 de diciembre de 1959. Entre los principales hitos que existen en este barrio, que posee algunas zonas consideradas como barrios de clase alta, están el edificio de la Fundación Iberê Camargo y el Hipódromo de Cristal, sede del Jockey Club de Porto Alegre.